# 风雨坛街道
风雨坛街道，是中华人民共和国辽宁省沈阳市沈河区下辖的一个街道办事处。

## 行政区划
风雨坛街道下辖以下地区：
文华社区、茂泉社区、桃源社区、雨坛社区、永环社区、五爱社区、青年社区、进华社区、三八南社区、菜行社区、铝镁社区、兴胜社区、运河社区和春河社区。